# آي فوكودا
آي فوكودا (باليابانية: 福田 愛大) (مواليد 18 ديسمبر 1994)، هو لاعب كرة قدم ياباني متقاعد.

## وصلات خارجية
- آي فوكودا على موقع رابطة كرة القدم اليابانية للمحترفين (اليابانية)
- آي فوكودا على موقع Soccerway.com (الإنجليزية)